# Olivia Borlée
Olivia Borlée, född den 10 april 1986 i Woluwe-Saint-Lambert, är en belgisk friidrottare som tävlar i kortdistanslöpning.
Borlées första internationella mästerskap var EM 2006 i Göteborg där hon slutade sexa i sin semifinal på 200 meter och därmed inte tog sig vidare till final. Vid VM 2007 ingick hon tillsammans med Hanna Mariën, Élodie Ouédraogo och Kim Gevaert i det belgiska stafettlag på 4 x 100 meter som slutade trea efter USA och Jamaica.
Samma stafettlag deltog vid Olympiska sommarspelen 2008 och blev där silvermedaljörer efter Ryssland.
Hon är äldre syster till Jonathan Borlée, Kévin Borlée och Dylan Borlée som alla också är friidrottare.